# Robert Stevenson
Robert Stevenson (Buxton, 31 marzo 1905 – Santa Barbara, 30 aprile 1986) è stato un regista, sceneggiatore e produttore cinematografico britannico che lavorò a lungo negli Stati Uniti.

## Biografia
In Inghilterra frequentò il St. John's College per poi passare agli studi universitari presso la Cambridge University, da cui i primi lavori furono come giornalista. Trasferitosi negli Stati Uniti lavorò per la Walt Disney Pictures per cui diresse film cult e di successo planetario come Mary Poppins (1964), F.B.I. - Operazione gatto (1965), Un Maggiolino tutto matto (1968) e Pomi d'ottone e manici di scopa (1971). Assunto come sceneggiatore, sposò, dopo aver divorziato da Cecilie L. Leslie, l'attrice Anna Lee nel 1933. Dieci anni dopo divorzierà anche da lei, risposandosi in seguito altre due volte. Ritiratosi dal cinema nel 1977, morì a Santa Barbara nel 1986, all'età di 81 anni. Tra gli attori con cui collaborò più volte nella sua carriera, soprattutto nell'universo Disney, vi sono Dean Jones, David Tomlinson, Helen Hayes e Peter Ustinov.

## Filmografia

### Regista (parziale)
- Young Man's Fancy (1939)
- L'ora del destino (Joan of Paris) (1942)
- Per sempre e un giorno ancora (Forever and a Day) (1943)
- La porta proibita (Jane Eyre) (1944)
- Disonorata (Dishonored Lady) (1947)
- Oppio (To the Ends of the Earth) (1948)
- Lo schiavo della violenza (The Woman on Pier 13) (1949)
- Ormai ti amo (Walk Softly, Stranger) (1950)
- Voglio essere tua (1951)
- La città del piacere (1952)
- Zanna Gialla (1957)
- I rivoltosi di Boston (Johnny Tremain) (1957)
- Darby O'Gill e il re dei folletti (1959)
- Un professore fra le nuvole (1961)
- I figli del capitano Grant (1962)
- Professore a tuttogas (1963)
- Mary Poppins (1964)
- F.B.I. - Operazione gatto (1965)
- La gnomo mobile (1967)
- Il fantasma del pirata Barbanera (1968)
- Un Maggiolino tutto matto (1968)
- Pomi d'ottone e manici di scopa (1971)
- Bernardo, cane ladro e bugiardo (1972)
- Herbie il Maggiolino sempre più matto (1974)
- L'isola sul tetto del mondo (1974)
- Il mistero del dinosauro scomparso (1975)
- Quello strano cane... di papà (1976)

### Sceneggiatore (parziale)
- Balaclava la valle della morte (Balaclava), regia di Maurice Elvey e Milton Rosmer (1928)
- Sunshine Susie, regia di Victor Saville (1931)
- F.P.1, regia di Karl Hartl (1933)